# 세 개의 전쟁
《세 개의 전쟁》는 대한민국의 JTBC에 다큐멘터리 프로그램이다.

## 기획 의도
2023년 새해, 지구의 호모 사피엔스가 맞닥뜨린 3대 난제...겨울 전쟁, 패권 전쟁, 기후 전쟁 그 앞에서 한국 사회가 택해야 할 길은 무엇일까? 약 1년 간의 글로벌 프로젝트를 기획하며 현장에 복귀한 손석희 jtbc 순회특파원이 11개국을 직접 누비며 세계적 오피니언 리더 40명과의 대담을 진행한 끝에 찾아낸 해법은 과연 무엇일까?

## 방송 일정
| 방송 채널 | 방송 기간                         | 방송 시간                      | 비고 |
| --------- | --------------------------------- | ------------------------------ | ---- |
| JTBC      | 2023년 1월 25일 ~ 2023년 1월 27일 | 수요일 밤 8시 50분 ~ 10시 30분 |      |
| JTBC      | 2023년 1월 25일 ~ 2023년 1월 27일 | 목요일 밤 8시 50분 ~ 10시 30분 |      |
| JTBC      | 2023년 1월 25일 ~ 2023년 1월 27일 | 금요일 밤 8시 50분 ~ 10시 30분 |      |

## 출연진
- 손석희[1]
- 김필규
- 안종웅
- 박성훈
- 박정곤

## 에피소드 목록
|     | 방송 일자       | 제목                | 비고 |
| --- | --------------- | ------------------- | ---- |
| 1부 | 2023년 1월 25일 | 겨울 전쟁           |      |
| 2부 | 2023년 1월 26일 | 투키디데스의 함정   |      |
| 3부 | 2023년 1월 27일 | 최후의 날, 스발바르 |      |

## 참고 사항
- 최삼호 PD가 SBS에서 JTBC로 이적한 뒤 처음으로 만든 다큐멘터리이다.

## 같이 보기
- 러시아-우크라이나 전쟁
- 침공
- 민주주의
- 평화
- 기후